# Erythrocles scintillans
Erythrocles scintillans is een straalvinnige vissensoort uit de familie van emmelichtiden (Emmelichthyidae). De wetenschappelijke naam van de soort is voor het eerst geldig gepubliceerd in 1912 door Jordan & Thompson.